# 布莱克里弗 (牙买加)

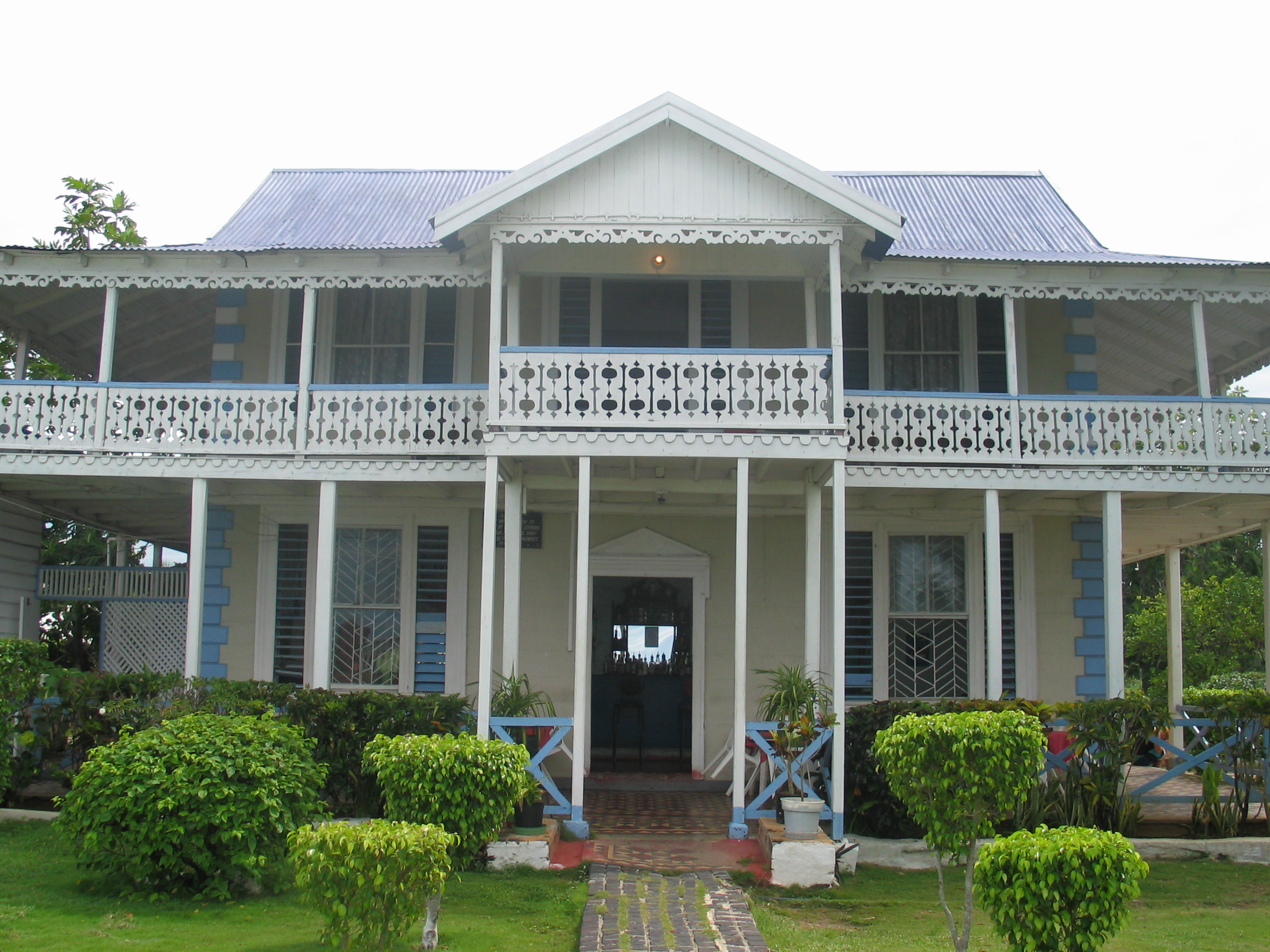
黑河

布莱克里弗（英語：Black River）是牙買加聖伊麗莎白堂區的首府，位於該國西南部，始建於十七世紀，主要經濟活動是旅遊業，2009年人口4,261。

## 外部連結
- Jamaica National Heritage Trust, Black River（页面存档备份，存于）
- Aerial view（页面存档备份，存于）.